# 凯尔特人足球俱乐部

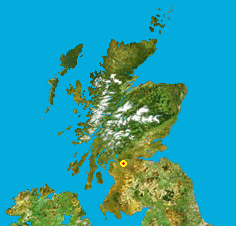
格拉斯哥市地理位置

凯尔特人足球俱乐部（英語：Celtic Football Club，發音：/ˈsɛltɪk/)，LSE：CCP）是蘇格蘭足球超級聯賽球队之一。為格拉斯哥市兩支蘇超球會之一，與同市宿敵格拉斯哥流浪合稱“老字號”，壟斷蘇格蘭足球超過100年。主場位於容量六萬的凯尔特人公園球場（亦稱為樂園）。凯尔特人在1967年奪得歐洲冠军联赛，成為首支奪冠的英国球隊，在此之前只有西班牙皇家馬德里（6屆）、葡萄牙本菲卡（2屆）、義大利國際米蘭（2屆）及AC米蘭（1屆）曾經獲冠軍。1967年这支被称为「里斯本雄狮」的凯尔特人队也是欧洲男子足球中第一支获得“三冠王”佳绩的传奇球队，而且也是迄今为止唯一採用全本地球員奪冠的球隊，全部球員在凯尔特人公園球場半徑30英哩範圍內出生。

## 球會歷史

### 草創時期

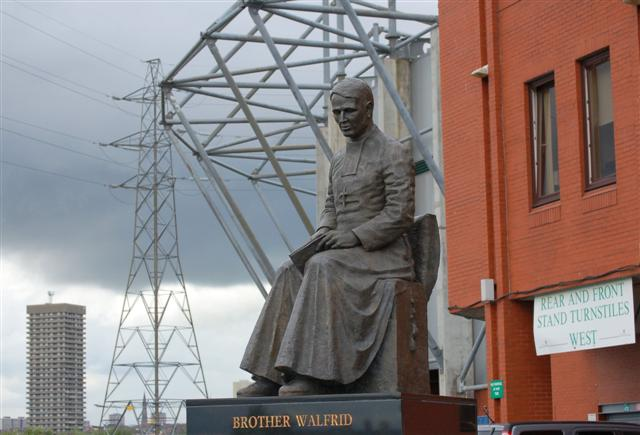
華費特修士

些路迪由聖母小昆仲會（Marist）的華費特修士（Brother Walfrid）在1887年11月6日所達立，旨在「緩和格拉斯哥東部教區的貧窮狀況」。利用建立球隊作為籌款的主意始於數年前愛丁堡市的愛爾蘭移民社團成立的喜百年。球隊取名些路迪正好反映其愛爾蘭及蘇格蘭的根源。
1888年5月28日，些路迪進行第一場正式比賽，以5-2獲勝，這場被形容為「友誼對抗」的對手正正是日後的死對頭—格拉斯哥流浪。1892年，些路迪在伊布羅克斯公園球場（Ibrox Park）以5-2擊敗昆士柏首奪蘇格蘭杯，同年遷入現址。1892/93年首奪聯賽冠軍。
在首任領隊韋利·馬尼（Willie Maley）長達43年（1897-40年）的領導期間，些路迪共贏得30項重要錦標，包括由1904年-1910年間連續6年奪得聯賽冠軍，這紀錄足足維持了60多年才在1971年由帶領的些路迪追平再打破，1907年些路迪首次同時奪得聯賽及蘇格蘭杯冠軍，是首支蘇格蘭雙料冠軍，次年（1908年）再次成為雙料冠軍。1937年些路迪在咸普頓公園球場擊敗鴨巴甸奪得蘇格蘭杯時的入場觀眾高達146,433人（有報導說147,365人），仍然是歐洲的球會最高入場觀眾的紀錄。1939年些路迪在伊布羅克斯公園球場加時後以1-0擊敗奪得帝國展覽會錦標（Empire Exhibition Trophy），連同1953年獲得的加冕杯（Coronation Cup）由於同屬一次性的錦標，彌足珍貴。

### 平淡歲月
前隊員占美·麥史地（Jimmy McStay）在大戰（1940年-1945年）時期接掌些路迪，期間足球比賽停頓，被視為「過渡」領隊。
另一位前隊員兼隊長（Jimmy McGrory）於戰後的1945年成為領隊。1953年為慶祝英女王加冕而集合英格蘭及蘇格蘭八支頂尖球隊進行加冕杯（Coronation Cup）比賽，參賽球隊為代表英格蘭的阿仙奴、熱刺、曼聯及紐卡素，代表蘇格蘭的鴨巴甸、些路迪、喜百年及格拉斯哥流浪，比賽於5月在格拉斯哥市舉行，些路迪和喜百年晉級決賽，些路迪在咸普頓公園球場以2-0取勝。1956年，在重賽以3-0擊敗才首次奪得聯賽杯。翌年（1957年）10月19日在咸普頓公園以7-1大破格拉斯哥流浪成功衛冕。

### 雄霸歐洲

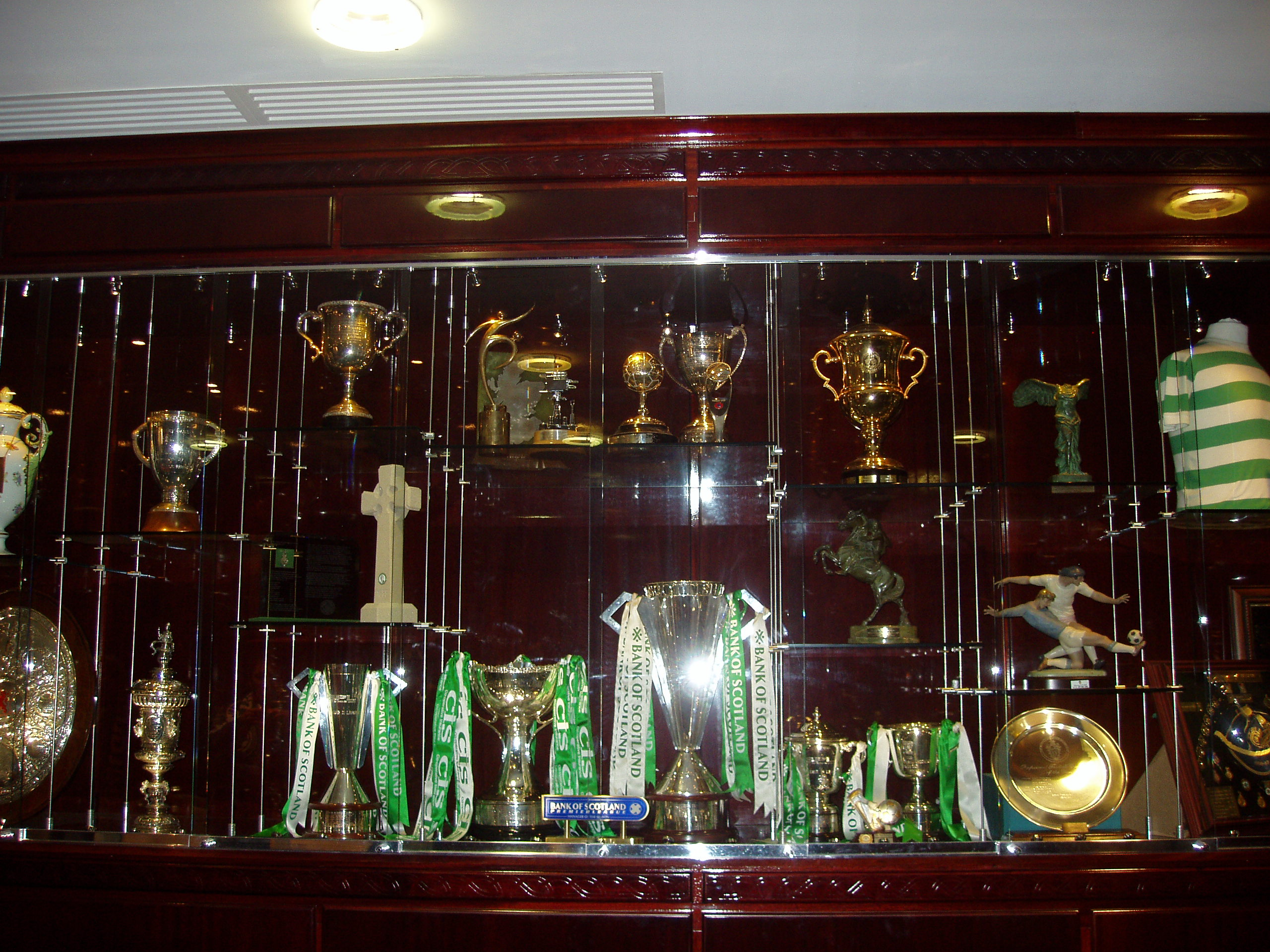
些路迪的獎盃儲存櫃

在1965年接任領隊，與占美·麥哥利同為些路迪的前隊員兼隊長，但其任領隊的成就遠超過球員生涯，執教十二年（1965-78年，在1975/76年間因交通意外養傷停教一年）間共奪得25項重要錦標：歐洲冠軍杯、10屆聯賽冠軍、8次蘇格蘭杯及6次聯賽杯冠軍，被譽為歷史上最偉大的領隊之一。他領導些路迪在1966-74年間連奪九屆聯賽冠軍，打平當時的世界紀錄。1965年些路迪先以3-2擊敗鄧弗姆林重奪失落十一年的蘇格蘭杯，翌年（1966年）聯賽冠軍亦重回些路迪的懷抱。
1967年的些路迪所向披靡，勝出所有參賽錦標：蘇格蘭聯賽、蘇格蘭杯、蘇格蘭聯賽杯、格拉斯哥杯及最重要的歐洲冠軍杯，造出史無前例的五福臨門。1967年5月25日些路迪在葡萄牙里斯本的國家體育場以2-1擊敗國際米蘭，為大不列顛（及非拉丁）球隊首奪歐洲冠軍杯，十一名隊員被稱為，而些路迪公園球場的東看台亦以此命名，以紀念這隊創造歷史的偉大英雄。些路迪在1970年再晉身歐洲冠軍杯決賽，不幸覆師米蘭的，加時1-2負於荷蘭的。

### 凱撒登基
比利·麥尼爾（Billy McNeill，1967年里斯本雄獅的隊長，外號「凱撒」）在1978年8月接任領隊，首季領導即憑最後一輪比賽以4-2擊敗格拉斯哥流浪而奪得超級聯賽冠軍。麥尼爾其後再奪兩屆超級聯賽冠軍（1980/81年及1981/82年）、蘇格蘭杯（1980年）及聯賽杯（1983年），但由於在歐洲比賽缺乏成績及資金分配與高層有爭議，麥尼爾在1983年結束其短暫的些路迪領隊生涯轉投曼城。
另一位前隊員戴維·希（David Hay）在1983年7月走馬上任，1985年些路迪以2-1反勝登地聯奪得百週年蘇格蘭杯冠軍。翌年（1985/86年）在最後一輛比賽作客5-0大勝聖美倫，以得失球差反壓赫斯獲得超級聯賽冠軍。
麥尼爾在1987年重回些路迪任教，在1987/88年些路迪的百週年賽季取得31場連續不敗佳績，以十一年來首次超級聯賽（第35次）及蘇格蘭杯（第28次）雙料冠軍來慶祝球隊百歲生辰。雖然翌年（1989年）以1-0勇勝格拉斯哥流浪成功衛冕蘇格蘭杯，但不濟的成績終使麥尼爾在1991年離開些路迪。

### 財務危機
在1991年接替麥尼爾執掌些路迪，成為第八任領隊，更打破傳統成為首位在球員生涯從未為些路迪作賽的領隊。儘管林·柏拉迪作為、及愛爾蘭國家隊的球員戰績彪炳，但領隊成績卻不敢恭維。1991年10月22日些路迪在歐洲足協杯作客瑞士小球會納沙泰爾首回合慘敗1-5，次回合主場只能以1-0取勝，合計2-5被淘汰，加上數星期前聯賽杯亦被艾迪爾聯淘汰，林·柏拉迪很快便離開些路迪，由前球員盧·馬卡利（Lou Macari）接任，成績持續不振，這段時期被稱為「不結果年頭」（barren years）。
1994年3月3日，些路迪由於透支超過500萬英鎊而被蘇格蘭銀行（Bank of Scotland）申請破產。此時已移民加拿大的商人兼些路迪支持者費格斯·麥肯（Fergus McCann）出手，先行罷黜董事會，內裹的成員家族與球隊有長久的關係，在破產令執行前一刻接管些路迪。麥肯提出五年債務重整的拯救方案，包括將些路迪上市成為公共有限公司（PLC），集資1,400萬英鎊，用於減債及球會將來的發展。同年馬卡利被解雇，由另一位前隊員湯美·賓斯（Tommy Burns）取代。
1994-1995年，些路迪暫時用咸普頓公園球場作為主場，讓些路迪公園球場展開第一期的重建，最終發展成歐洲其中一個最佳比賽場地，60,830全座位的球場，以迎接新千禧年的來臨。同年賓斯帶領些路迪取的自1989年以來的首個錦標—蘇格蘭杯。接下來的兩季些路迪仍未能動搖格拉斯哥流浪的盟主地位，不耐煩的董事會在1996/97年季後將賓斯連同整個教練團一併罷黜。

### 外籍領隊
前隊員萊·艾列根（Roy Aitken）被認為最有機會出替賓斯，但些路迪的董事不按牌章出牌，石破天驚的聘用荷蘭籍威廉·贊臣（Wim Jansen）在1997年正式出任總教練，贊臣是1970年歐洲杯決賽擊敗些路迪的成員，亦成為蘇格蘭職業足球隊的首位外籍教練。而傳統領隊的職務亦一分為二，總教練專注球隊的訓練工作，前球員梅度·麥克勞德（Murdo MacLeod）為助教協助贊臣；前電視台足球評述員澤克·布朗（Jock Brown）出任球隊總經理負責日常運作。
贊臣簽入新球員補充軍力，包括以65萬英鎊從飛燕諾購入拿臣。些路迪重奪失落十五年的聯賽杯（可口可樂杯），在決賽以3-0淨勝登地聯，最後更力壓年華漸老的格拉斯哥流浪取得超級聯賽冠軍，並阻止格拉斯哥流浪打破自己九連冠的紀錄。在球隊奪冠後僅僅兩天，由於被董事會拒絕增添資金再補充球員，贊臣毅然辭職離去。1998年夏季耗費4,000萬鎊的些路迪公園球場重建完工。
前法國領隊拒絕些路迪的邀請，寧願轉投利物浦與拍擋成為雙領隊之一。些路迪董事會找來斯洛伐克籍約瑟夫·文格洛斯（Josef Venglos）在1998年7月17日接替贊臣，文格洛斯外號「博士」，曾任教捷克、斯洛伐克、澳洲、馬來西亞及阿曼等國家隊，亦是國際足聯的技術總監，首位登陸英格蘭（任教阿士東維拉）的外籍領隊，但維拉幾乎降級而只任教一年便被朗·艾堅遜取代，文格洛斯的任命使些路迪的球迷十分失望。而些路迪的成績亦一如球迷所料，歐洲冠軍杯、歐洲足協杯及聯賽杯先後負於名不經傳的小球會提早出局。首屆脫離聯賽的超級聯賽亦只能排於格拉斯哥流浪之後得第二位，蘇格蘭杯決賽0-1負於格拉斯哥流浪屈居亞軍。球季結束後，文格洛斯以健康為理由辭任領隊，轉職為歐洲技術顧問進行球探的工作。
1999年4月，麥肯完成五年重整計劃後將董事長職責移交阿倫·麥當奴（Allan MacDonald）。

### 未能勝任
1999-2000年球季，些路迪傳奇隊員回歸擔任總經理一職，而總教練則由前英格蘭及利物浦球星出任。這個安排使人感到十分奇怪，富有領隊經驗的杜格利殊擔任行政工作，而班尼斯則是一名教練新丁。
開始尚算順利，但在新年前後連串的敗績使格拉斯哥流浪在績分榜遙遙領先，而歐洲足協杯被里昂淘汰兼首席射手拿臣斷腳。2000年2月8日，蘇格蘭杯主場對甲組護級份子恩華尼斯爆大冷以1-3被淘汰。兩日之後班尼斯被徹職，杜格利殊接手暫代總教練至季尾，並立即找回賓斯協助訓練一隊。最終些路迪以廿一分的差距排於格拉斯哥流浪之後成為聯賽亞軍。唯一安慰是在3月擊敗鴨巴甸獲得聯賽杯（CIS保險杯）冠軍。

### 聖人馬田
馬田·奧尼爾在2000年夏季接任些路迪領隊，奧尼爾是北愛爾蘭阿爾斯特人，黃金時期的中場猛將，師承著名領隊白賴仁·哥洛夫，在1996年帶領莱斯特城晉身英超聯，以有限人腳穩守積分榜上游位置。奧尼爾任內帶領些路迪五年內三奪蘇超冠軍，首年更獲「本土三冠王」，重振些路迪昔日雄風。
在杜格利殊離隊後奧尼爾得以全權管理球隊，在8月27日些路迪主場6-2大勝死對頭格拉斯哥流浪是一個好兆頭及好開始。同季（2000-2001年）3月憑拿臣連中三元以3-0擊敗基爾馬諾克先成功衛冕聯賽杯（CIS保險杯）。在4月底些路迪六年來首次作客擊敗流浪，在聯賽尚有五輪比賽便提早封王。蘇格蘭杯決賽亦以3-0輕鬆擊敗喜百年完成本土三冠王，射手拿臣當季轟入破紀錄的53球。翌年（2001/02年）以33勝4和1負（僅0-2負於鴨巴甸）共得103分成功衛冕聯賽冠軍，蘇格蘭盃決賽以2-3不敵流浪屈居亞軍。
2002-2003年，些路迪罕有地四大皆空；聯賽只以1球得失球差被流浪壓倒，蘇格蘭杯在第五圈再一次被恩華尼斯淘汰（0-1），聯賽杯（CIS保險杯）決賽1-2負於流浪。歐聯外圍賽與瑞士兩回合3-3平手，以1個作客入球被打落歐洲足協杯作賽，過關斬將，先後淘汰蘇杜瓦（FK Suduva，8-1、2-0）、布力般流浪（1-0、2-0）、（1-0、1-2，作客入球優惠）、 （3-1，2-3）、利物浦（1-1、2-0），準決賽對葡萄牙博維斯塔，兩回合1-1及1-0，合共2-1淘汰對手晉身決賽。2003年5月21日決賽在西班牙南部舉行，數以萬計的些路迪球迷擁入助威，雖然拿臣射入兩個漂亮的入球，結果加時2-3負於另一支葡萄牙球隊結束些路迪三十三年來首次歐洲賽決賽。些路迪熱情而守規矩的球迷獲得西維爾的市民的讚許，後來更分別獲得國際足聯及歐洲足協頒授国际足联公平竞赛奖。
些路迪決心一洗上年度的頽風，2003-2004年聯賽在開季0-0打和鄧弗姆林後連續取得廿五場勝仗，輕鬆奪得冠軍。雖然聯賽杯（CIS保險杯）失利，蘇格蘭杯決賽藉著拿臣梅開二度以3-1擊敗鄧弗姆林奪冠，拿臣於季後改投。歐聯分組賽出局後再落入歐洲足協杯作賽，殺入半準決賽才被淘汰（1-1、0-2）。
2004-2005年，些路迪在歐聯直入分組賽階段，小組包尾提早結束歐洲比賽之旅。聯賽與流浪鬥到難分難解，些路迪以兩分帶領入最後一輪比賽，作客馬瑟韋爾，瑟頓在29分先入一球，一直領先至完場前三分鐘，當些路迪的球迷預備慶祝之際，主隊史葛·麥當勞連入兩球，1-2完場而同時比賽的流浪作客小勝喜百年1-0，戲劇性壓倒些路迪奪冠。2005年5月25日奧尼爾宣佈季後離開些路迪（或足球比賽）以全力照顧患病（淋巴瘤）的妻子，甲隊教練史提夫·韋托特（Steve Walford）及助理領隊約翰·羅拔臣（John Robertson）一同退隊。5月28日蘇格蘭杯決賽被視為奧尼爾的告別賽，結果1-0擊敗登地聯-獲得第三十三次蘇格蘭杯冠軍。

### 挑戰
2005年6月1日接替奧尼爾出任領隊，斯特拉坎是80年代打破"老字號"壟斷局面的成員，曾任教及。
斯特拉坎首戰在2005年7月27日於歐聯外圍賽第二圈首回合作客斯洛伐克的，慘遭痛擊以0-5見負，成為球隊歷史上歐洲賽事最大的敗仗。回到蘇超（2005-06年），在2005年7月30日作客馬瑟韋爾半場領先3-1，但下半場形勢逆轉，僅藉（Craig Beattie）在補時追平4-4。斯特拉坎執教頭兩場比賽共失九球是些路迪14年來連續兩場最大的失球數字。歐聯外圍賽第二圈次回合回到些路迪公園球場，斯特拉坎大幅提升球隊的表現，連追四球，僅欠最重要的第五球而未能將比賽帶進加時，本季些路迪歐洲比賽之路至止終結。蘇超比賽些路迪狀態漸起，除第四輪聯賽1-3負格拉斯哥流浪外，其餘七戰全勝，九戰得廿二分緊隨今季異軍突起的赫斯之後排第二位，衛冕的流浪暫得十六分暫列第三位。
2005年10月28日些路迪宣佈發行500萬股新普通股，每股30便士，集資1,500萬鎊以改善青訓設施，大股東戴士文將認購其中1,000萬鎊的新股，使其股權超越30%，但要求豁免全面收購。
在第十三輪聯賽藉著被打破不敗身而登上榜首。水準不定的老毛病持續，第十六輪聯賽在主場對連負七場及受傷患困擾位列榜尾的鄧弗姆林，以0-1見負，幸而與馬瑟韋爾1-1平手而以1分領先榜首。2005年12月15日前曼聯隊長堅尼正式加盟，周薪四萬鎊，半數由些路迪大股東戴士文支付，為期一年半至2007年夏季。
2006年元旦日作客對赫斯先落後兩球，連追三球反勝3-2，令主隊首次主場聯賽落敗並將榜首領先優勢擴大到7分。2月2日作客2-1淘汰馬瑟韋爾，晉身聯賽杯決賽，將於3月19日在咸普頓公園球場對鄧弗姆林。2月19日第廿七輪聯賽作客鄧弗姆林大勝8-1，創下蘇超最大勝球紀錄，報復季初主場敗績之辱及為聯賽杯決賽熱身。聯賽杯決賽些路迪的全體球員將穿上“7”號球褲，以紀念剛於週一（3月13日）因運動神經元病（Motor Neurone Disease, 簡稱MND）去世的名宿莊士東（Jimmy Johnstone）。3月19日憑（Maciej Żurawski）、（Sean Maloney）及老將（Dion Dublin）的入球以3-0擊敗鄧弗姆林，奪得聯賽杯冠軍，這亦是斯特拉坎領隊生涯的首項冠軍。4月5日主場1-0擊敗赫斯，提早奪得聯賽冠軍。

### 一隊獨大
2011–2012年球季起計，些路迪連續九年奪得聯賽冠軍。

## 球员名单（2024/25）
1. 粗體字為新加盟球員（包括先借後買斷）
2. 2024年夏季轉會窗（英语：List of English football transfers summer 2024）：6月14日-8月30日

### 現役球員
註釋：國旗表示球員在國際足聯資格規則定義的國家隊。球員可能擁有一個以上非國際足聯國籍。
| 號碼 |          | 位置 | 球員                                         |
| ---- | -------- | ---- | -------------------------------------------- |
| 1    | 丹麦     | 门将 | 卡斯柏·舒米高（Kasper Schmeichel）           |
| 2    | 加拿大   | 后卫 | 阿利斯特爾·莊斯頓（Alistair Johnston）       |
| 3    | 蘇格蘭   | 后卫 | 格雷格·泰勒（Greg Taylor）                   |
| 4    | 瑞典     | 后卫 | 古斯塔夫·拉格比爾克（Gustaf Lagerbielke）    |
| 5    | 爱尔兰   | 后卫 | 利亚姆·斯凯尔斯（Liam Scales）               |
| 6    | 美国     | 后卫 | 奥斯顿·特拉斯蒂（Auston Trusty）             |
| 7    | 葡萄牙   | 前锋 | 若塔（Jota）                                 |
| 8    | 瑞典     | 前锋 | 本杰明·尼尔格伦（Benjamin Nygren）           |
| 9    | 爱尔兰   | 前锋 | 亞當·烏切·伊達（Adam Idah）                  |
| 12   | 芬兰     | 门将 | 维尔亚米·西尼萨洛（Viljami Sinisalo）        |
| 13   | 大韩民国 | 前锋 | 楊賢俊（Yang Hyun-jun）                      |
| 14   | 蘇格蘭   | 中场 | 卢克·麦科恩（Luke McCowan）                  |
| 19   | 威尔士   | 前锋 | Callum Osmand                                |
| 20   | 美国     | 后卫 | 金馬倫·卡達-域基斯（Cameron Carter-Vickers） |
| 22   | 大韩民国 | 中场 | 權赫奎（Kwon Hyeok-kyu）                     |

| 號碼 |          | 位置 | 球員                                 |
| ---- | -------- | ---- | ------------------------------------ |
| 23   | 澳大利亚 | 中场 | 马可·蒂利奥（Marco Tilio）           |
| 24   | 爱尔兰   | 前锋 | 强尼·肯尼（Johnny Kenny）            |
| 25   | 日本     | 后卫 | 稲村隼翔（Hayato Inamura）           |
| 27   | 比利时   | 中场 | 阿尼·恩格斯（Arne Engels）           |
| 28   | 葡萄牙   | 中场 | 保罗·贝尔纳多（Paulo Bernardo）      |
| 31   | 蘇格蘭   | 门将 | 罗斯·杜汉（Ross Doohan）             |
| 38   | 日本     | 前锋 | 前田大然（Daizen Maeda）             |
| 41   | 日本     | 中场 | 旗手怜央（Reo Hatate）               |
| 42   | 蘇格蘭   | 中场 | 卡勒姆·麦克格雷格（Callum McGregor） |
| 49   | 蘇格蘭   | 中场 | 詹姆斯·福里斯特（James Forrest）     |
| 56   | 蘇格蘭   | 后卫 | 托尼·拉斯通（Anthony Ralston）       |
| 57   | 蘇格蘭   | 后卫 | 斯蒂芬·威尔士（Stephen Welsh）       |
| 63   | 蘇格蘭   | 后卫 | 基蘭·蒂爾尼（Kieran Tierney）        |
|      | 洪都拉斯 | 前锋 | 路易斯·帕尔马（Luis Palma）          |

### 外借球員
註釋：國旗表示球員在國際足聯資格規則定義的國家隊。球員可能擁有一個以上非國際足聯國籍。
| 號碼 |          | 位置 | 球員                       |
| ---- | -------- | ---- | -------------------------- |
| 22   | 大韩民国 | 中场 | 權赫奎（Kwon Hyeok-kyu）   |
| 23   | 澳大利亚 | 前锋 | 馬可·蒂利奧（Marco Tilio） |

| 號碼 |        | 位置 | 球員                                    |
| ---- | ------ | ---- | --------------------------------------- |
| 25   | 阿根廷 | 后卫 | 亞歷山德羅·伯納貝（Alexandro Bernabei） |
| --   | 爱尔兰 | 前锋 | 強尼·肯尼（Johnny Kenny）               |

## 主場球場

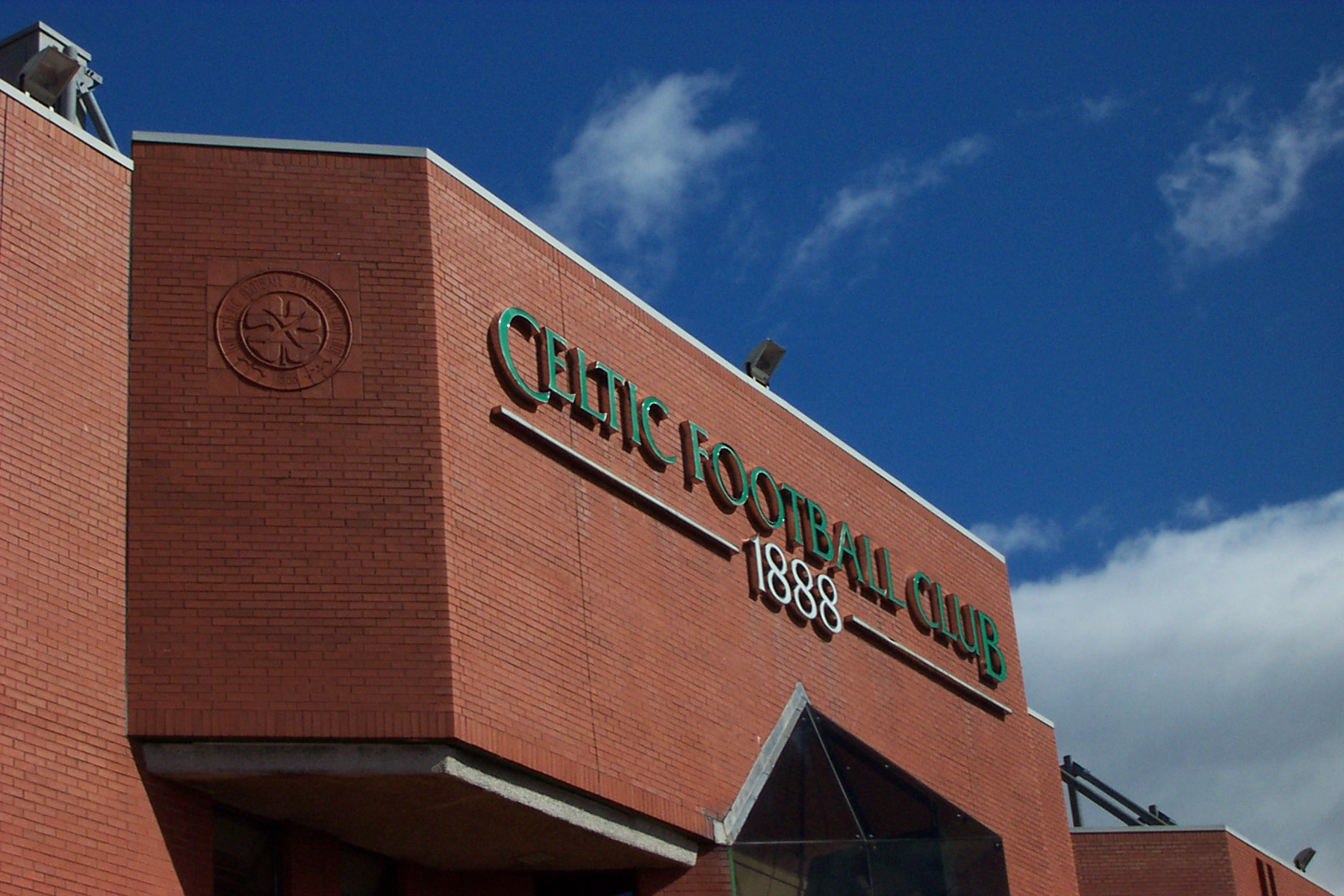
凯尔特人公園球場主看台外牆

凯尔特人公園球場（Celtic Park）是位於蘇格蘭格拉斯哥派克海德區（Parkhead）的足球運動場，為些路迪的主場球場。這個全坐席的足球場又稱為「派克海德」（'Parkhead'）或有部分些路迪球迷暱稱其為「天堂」（'Paradise'）。些路迪公園球場可以容納60,832名觀眾，是蘇格蘭境內僅次於默里菲爾德運動場（Murrayfield Stadium）第二大的運動場，亦是全英國僅次於排名第二的球會球場。
些路迪於1892年從原來的些路迪公園搬遷到現址。球場的主看台由阿奇巴尔·雷奇設計，里奇曾設計過包括、及等球會的球場。
些路迪公園曾經多次進行重建，於1988年，時值些路迪100周年紀念之際，球場的主看台添加了紅磚外牆。90年代中期，球場進行了大規模重建以符合“泰勒報告”的要求。現在球場草坪的四周已經完全被看臺所包圍，其中四分之三都是高度相同的雙層看臺，而同樣是雙層的主看臺的高度略低。些路迪博物館（Celtic museum）就坐落在主看臺內。球場內部有兩座大螢幕，每逢比賽日便可用作重放精華片段和慢鏡。2004年些路迪宣佈制定五年重建計畫，將確保些路迪公園球場達到歐足聯5星級球場的標準。

## 球會榮譽
| 榮譽                | 次數        | 年度 |
| 聯 賽 比 賽         | 聯 賽 比 賽 | 聯 賽 比 賽 |
| ------------------- | ----------- | --- |
| 頂級聯賽 冠軍       | 55          | 1892–93, 1893–94, 1895–96, 1897–98, 1904–05, 1905–06, 1906–07, 1907–08, 1908–09, 1909–10, 1913–14, 1914–15, 1915–16, 1916–17, 1918–19, 1921–22, 1925–26, 1935–36, 1937–38, 1953–54, 1965–66, 1966–67, 1967–68, 1968–69, 1969–70, 1970–71, 1971–72, 1972–73, 1973–74, 1976–77, 1978–79, 1980–81, 1981–82, 1985–86, 1987–88, 1997–98, 2000–01, 2001–02, 2003–04, 2005–06, 2006–07, 2007–08, 2011–12, 2012–13, 2013–14, 2014–15, 2015–16, 2016–17, 2017–18, 2018–19, 2019–20, 2021–22, 2022–23, 2023–24, 2024–25 |
| 盃 賽 比 賽         |             | |
| 足總盃 冠軍         | 42          | 1892, 1899, 1900, 1904, 1907, 1908, 1911, 1912, 1914, 1923, 1925, 1927, 1931, 1933, 1937, 1951, 1954, 1965, 1967, 1969, 1971, 1972, 1974, 1975, 1977, 1980, 1985, 1988, 1989, 1995, 2001, 2004, 2005, 2007, 2011, 2013, 2017, 2018, 2019, 2020, 2023, 2024 |
| 聯賽盃 冠軍         | 22          | 1957, 1958, 1966, 1967, 1968, 1969, 1970, 1975, 1983, 1998, 2000, 2001, 2006, 2009, 2015, 2017, 2018, 2019, 2020, 2022, 2023, 2025 |
| 帝國展覽會錦標 冠軍 | 1           | 1938 |
| 加冕盃 冠軍         | 1           | 1953 |
| 歐 洲 盃 賽         |             | |
| 歐洲聯賽冠軍盃 冠軍 | 1           | 1967 |